# 李楠 (萬曆丁丑進士)
李楠（1557年—？），字子梁，山西太原府代州崞縣人，軍籍，明朝政治人物。

## 生平
萬曆四年（1576年）丙子科山西鄉試第十四名舉人，五年（1577年）中式丁丑科會試第一百七十八名，二甲第三十二名進士。授刑部陝西司主事，屡摄湖广、浙江诸司事，歷员外郎、郎中，出为南直隸凤阳府知府，补官北直隸保定府知府。升陕西按察司副使、兵备靖边。
萬曆二十六年（1598年）五月復除陕西副使、兵备甘肃，三十年八月以三年考满，升陕西按察使，仍旧管肃州兵备道事，三十五年二月升陕西左布政使，十二月调西宁道兵备，四十二年升陕西巡抚，四十四年去职。

## 家族
曾祖李珩，府經歷；祖父李本明，府教授；父李三畏。母張氏。具慶下。